# Pilea irrorata
Pilea irrorata är en nässelväxtart som beskrevs av J. D. Smith. Pilea irrorata ingår i släktet pileor, och familjen nässelväxter. Inga underarter finns listade i Catalogue of Life.